# Vladimir Bigorra
Vladimir David Bigorra López (9 agosto 1954) è un allenatore di calcio ed ex calciatore cileno, di ruolo difensore.

## Palmarès

### Giocatore

#### Competizioni nazionali
- Copa Chile: 2

Univ. de Chile: 1979
Cobresal: 1987